# Base aérienne de Santa Lucía
La base aérienne de Santa Lucía (code IATA : NLU • code OACI : MMSM), désignée pour les militaires mexicains Base Aérea Militar N.º 1 General Alfredo Lezama Álvarez est une base aérienne mexicaine. Elle se situe à 40 km au nord de Mexico.
La base est inaugurée en 1952.
C'est sur ce site qu'est construit l'Aéroport international Felipe Ángeles, inauguré en 2022. Durant la construction de celui-ci, des ossements de mammouths sont exhumés lors de fouilles.